# Чурилов, Григорий Владимирович
Григорий Владимирович Чурилов (укр. Григорій Володимирович Чурілов; род. 18 января 1979, Жданов, Донецкая область) — украинский футбольный тренер и спортивный функционер. В настоящее время занимает должность спортивного директора черновицкой «Буковины».

## Биография
Тренерскую работу начал в апреле 2005 года, работая в академии мариупольского «Ильичевца». С января 2011 года Григорий Чурилов вошел в комплексную научную группу ФК «Ильичевец». Параллельно возглавил и дубль мариупольского «Ильичевца», где проработал до 2013 года. Под его руководством молодёжный состав два года подряд занимал пятую строчку в турнирной таблице молодежного чемпионата Украины.
В 2013 году начал работу в первой команде «приазовцев». Сначала входил в тренерский штаб Николая Павлова, а затем и в тренерский состав Валерия Кривенцова, как сотрудник комплексной научной группы. 30 июня 2016 года новым главным тренером «Буковины» стал Сергей Шищенко, а Чурилов вошел в его тренерский штаб. Первые 2 стартовых тура, в связи с болезнью Сергея Юрьевича, исполнял обязанности главного тренера. В конце декабря того же года вместе с главным тренером подал в отставку.
С января 2017 по май 2018 тренер юношеской команды донецкого «Шахтера», которую также возглавлял Сергей Шищенко; за этот период юношеская команда под их совместным руководством завоевала бронзовые награды в чемпионате 2016/17 и в сезоне 2017/18 заняла 3-е место в групповом этапе юношеской лиги Чемпионов. В августе 2018 года трудоустроился в ДЮСШ «Спарта» (Черновцы), в качестве спортивного директора. А в августе 2020 года параллельно ещё раз вошел в тренерский штаб Сергея Шищенко — ФК «Полесье» (Житомир), с которым проработал до завершения 2020/21 сезона.
С августа 2022 снова работал в тренерском штабе «Буковины», которую на этот раз возглавлял его бывший коллега по «Спарте»: Андрей Мельничук. В зимнее 2023/24 межсезонье в тренерском штабе черновицкого клуба произошли изменения, в связи с которыми Чурилов с января 2024 приступил к исполнению обязанностей спортивного директора.
Во второй половине мая того же года, после увольнения главного наставника, в заключительных двух матчах сезона исполнял обязанности главного тренера «Буковины». Во второй половине октября 2024 года, после отстранения от должности Валерия Кривенцова, снова приступил к исполнению обязанностей главного тренера в заключительных матчах в летне-осенней части сезона. После чего руководство клуба решило продлить исполнение обязанностей Чурилова до завершения сезона.

## Образование
В 2018 году получил тренерский диплом УЕФА категории: «A», согласно тренерской конвенции УЕФА (имея дипломы категории: «С» и «B» ФФУ).

## Достижения
- Полуфиналист Кубка Украины: 2024/25

## Семья
Брат футболиста Александра Чурилова.

## Тренерская статистика
| Буковина (и. о.) | 13 мая 2024     | 27 мая 2024 | 2  | 2 | 0 | 0 | 100,00 |
| Буковина (и. о.) | 23 октября 2024 | 26 мая 2025 | 14 | 6 | 2 | 6 | 042,86 |
| Итого            | Итого           | Итого       | 16 | 8 | 2 | 6 | 050,00 |